# Marele Duce Constantin Constantinovici al Rusiei
Marele Duce Constantin Constantinovici al Rusiei (rusă Константи́н Константи́нович) (22 august 1858 – 15 iunie 1915), a fost nepot al împăratului Nicolae I al Rusiei, poet, dramaturg rus.  Este mai bine cunoscut sub numele "KR" care provine de la transliterarea numelui său Konstantin Romanov.

## Biografie
Al patrulea copil al Marelui Duce Constantin Nicolaevici și a soției lui Alexandra de Saxa-Altenburg, KR s-a născut la Palatul Constantin, Strelna. Sora lui mai mare, Marea Ducesă Olga s-a căsătorit cu regele George I al Greciei în 1867.
Din copilărie KR a fost mai interesat de litere, artă și muzică decât de activitățile militare pretinse băieților Romanov. Cu toate acestea a fost trimis pentru a servi în Marina Imperială Rusă. KR era nemulțumit și a plecat din marină pentru a se alătura regimentului de elită Izmailovski al gărzii imperiale. 
S-a căsătorit în 1884 la St Petersburg cu Prințesa Elisabeta de Saxa-Altenburg, verișoara sa de gardul doi. După căsătorie, Elisabeta a devenit Marea Ducesă Elisabeta Mavrikievna. În familie i se spunea "Mavra".
Cuplul a avut nouă copii:
- Prințul Ioan (1886–1918)
- Prințul Gabriel (1887–1955)
- Prințesa Tatiana (1890–1979)
- Prințul Constantin (1891–1918)
- Prințul Oleg (1892–1914)
- Prințul Igor (1894–1918)
- Prințul George (1903–1938)

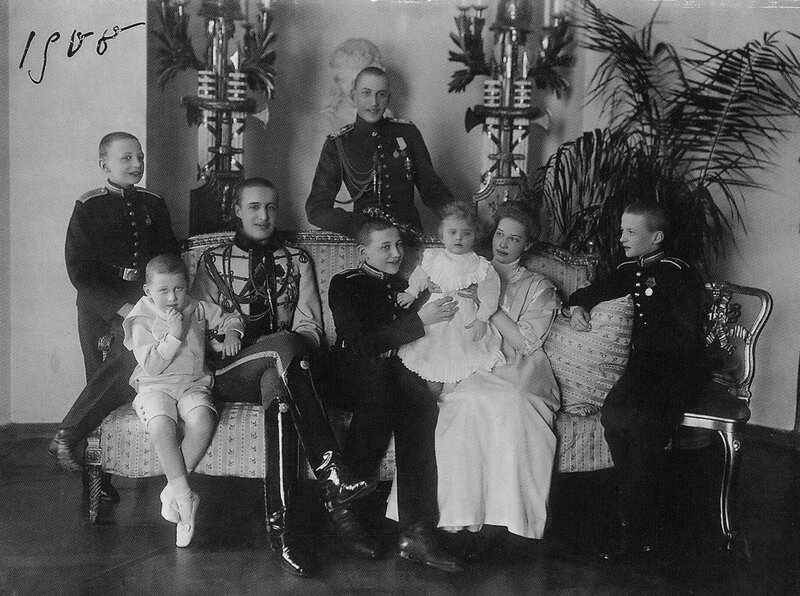
Familia Marelui Duce Constantin Constantinovici

- Prințesa Natalia (decedată la două luni, 1905)
- Prințesa Vera (1906–2001)

Copii Marelui Duce Constantin au fost primii care au intrat sub incidența noii legi a familiei pronulgată de împăratul Alexandru al III-lea. Prin această lege se stabilea ca de acum înainte numai copiii și nepoții pe linie masculină ai Țarului vor purta titlurile de Mare Duce sau Mare Ducesă; ceilalți descendenți vor purta titlurile de "Prinț al Rusiei" sau "Prințesă a Rusiei". Revizuirea legii avea drept scop restrângerea numărului de persoane care primeau venit de la Trezoreria imperială.
Marele Duce Constantin a fost devotat soției și un tată iubitor. Familia locuia la Palatul Pavlovsk, reședința favorită a străbunicului Marelui Duce, împăratul Paul I.

## Viața publică

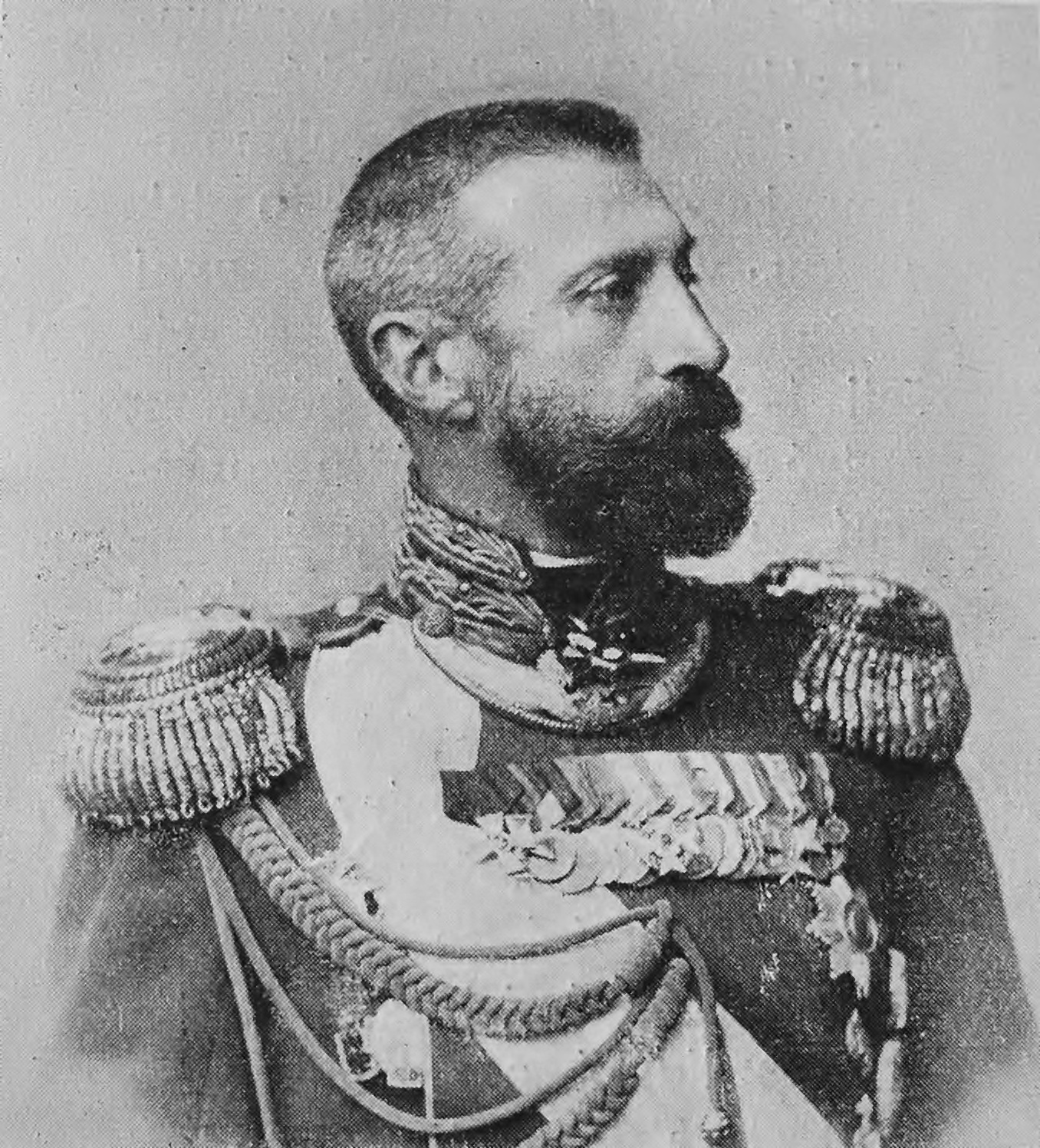
Marele Duce Constantin Constantinovici

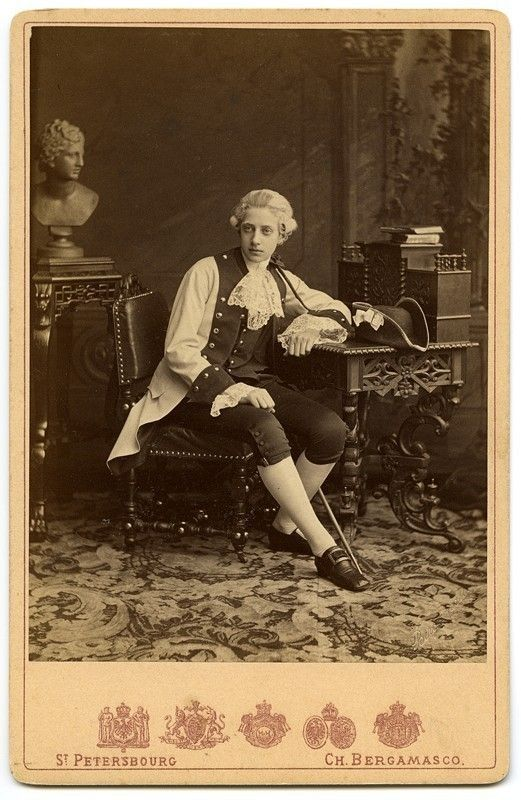
Marele Duce Constantin Constantinovici ca Mozart, 1880.

KR a fost atât patron al artelor din Rusia cât și un artist rus. Pianist talentat, Marele Duce a fost președinte al Societății Ruse Muzicale; printre prietenii săi apropiați se număra Piotr Ilici Ceaikovski. Însă KR era înainte de toate un om al literelor. A fondat câteva societăți literare ruse. A tradus lucrări străine în limba rusă (inclusiv Schiller și Goethe) și era deosebit de mândru de traducerea rusă a lui Hamlet. Realizat ca poet și dramaturg, KR era interesat și să regizeze piesele sale. De fapt, Marele Duce a jucat în ultima lui piesă "Rege al Iudeii" în rolul lui Iosif din Arimathea.
KR era un susținător al curentului slavofil în domneiul artelor. Marele Duce Constantin a fost președinte al Academiei Ruse de Științe (1889-1915), membru de onoare al Academiei Regale Suedeze de Științe (1902). Și-a adus contribuția la deschiderea noului Muzeu Zoologic din Sankt Petersburg. A fost președintele societății imperiale de arheologie ruse, a societății imperiale de naturalsim, de antrolpologie și de etnografie. A fost membru al societății imperiale pentru încurajarea artelor și a societății muzicale din Sankt Petersburg.
 
Marele Duce Constantin a fost membru de onoare al societății astronomice din Rusia, al societății istorice ruse, al Crucii Roșii Ruse, al societății ruse al transporturilor maritime comerciale.
A fost foarte devotat atât Țarului Alexandru al III-lea cât și Țarului Nicolae al II-lea. KR și soția sa erau printre puținii Romanovi apropiați de Nicolae al II-lea și de împărăteasa Alexandra. De asemenea, a fost prieten apropiat cu Marea Ducesă Elisabeta Fiodorovna căreia i-a scris o poezie.  A fost unul dintre puținii membri ai familiei imperiale care s-au dus la Moscova pentru a asista la funerariile soțului Elisabetei, Marele Duce Serghei Alexandrovici, care a fost ucis de o bombă.

## Viața privată
Toată viața sa, într-o epocă în care societatea era foarte puțin tolerantă cu homosexualitatea, el a luptat pentru a concilia homosexualitatea sa cu convingerile ortodoxe.
Așa cum viața sa publică a fost foarte intensă, viața sa privată a fost discretă. Fără publicarea, la mult timp după moartea sa, a jurnalului său intim, lumea n-ar fi știut că Marele Duce Constantin a fost bisexual.
Marele Duce menționează prima sa experiență homosexuală din timpul când servea în garda imperială. Constantin a făcut mari eforturi să-și reprime trăirile. În ciuda iubirii pentru soția sa, KR n-a rezistat tentațiilor. În jurnalul intim susține că între 1893 și 1899 a stat departe de practica a ceea ce el numea "păcatul său principal". După nașterea celui de-al șaptelea copil, KR a vizitat câteva bordeluri de bărbați din St Petersburg.
La sfârșitul anului 1904, KR s-a simțit atras de un tânăr pe nume Yatsko. În ultimii ani, el scrie în jurnal că atracția pentru bărbați s-a diminuat.